# Católico de Todos os Armênios
Patriarca Supremo e Católico de Todos os Armênios (português brasileiro) ou Arménios (português europeu) (ou então Católico de Todos os Armênios/Arménios, Católico de Toda a Armênia/Arménia) é o bispo chefe da Igreja Apostólica Armênia, com sede administrativa em Valarsapate, fundada em 301, uma das Igrejas ortodoxas orientais. Embora seja uma Igreja ortodoxa, não está em comunhão nem à Igreja Católica nem à Igreja Ortodoxa, somente aceitando os três primeiros concílios ecumênicos (Primeiro Concílio de Niceia, Primeiro Concílio de Constantinopla e Primeiro Concílio de Éfeso).
O primeiro Católico de Todos os Armênios foi Gregório, o Iluminador. A Armênia foi a primeira nação a ter a religião oficial cristã, antes mesmo de Constantino.
O atual Católico é Karekin II.